# Havenstraat (Montfoort)
De Havenstraat is een straat in de oude stadskern van de Nederlandse plaats Montfoort. De straat wordt al in 1403 in de archieven genoemd.

## Verbindingen
De straat verbindt de Waterpoort met De Plaats en de Mannenhuisstraat. De Peperstraat is een zijstraat van de Havenstraat. Er geldt eenrichtingsverkeer.

## Naam
De straat dankt haar naam aan het water waaraan deze straat vroeger lag. Dit water vormde de verbinding tussen de Hollandse IJssel en De Plaats. Hier konden kleine schepen aanleggen en er kon vracht vervoerd worden naar de markt die op De Plaats werd gehouden. Op de kade stond een kraan waarmee vracht kon worden in- en uitgeladen.
In 1922 werd de waterloop gedempt, maar de verbinding met de Hollandse IJssel is nog zichtbaar ter hoogte van de Waterpoort. Hier bevindt zich een inham en een stenen brug met het stadswapen van Montfoort. Vroeger bevond zich op deze plek de stadswaag van Montfoort.

## Afbeeldingen

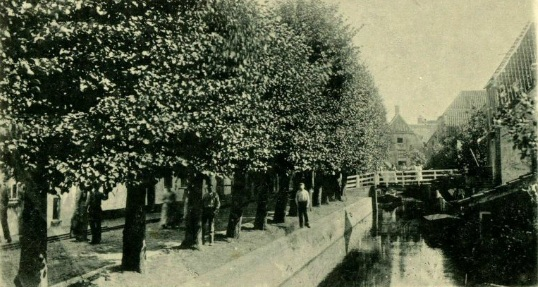
Situatie 1900-1905
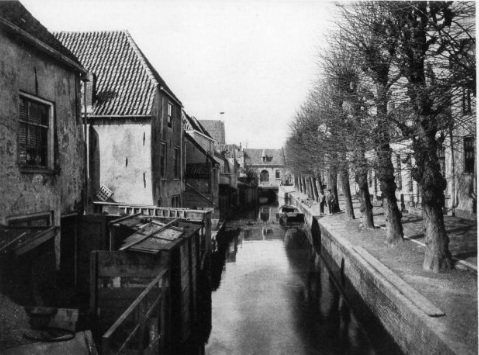
Situatie in 1914 met op de achtergrond de stadswaag
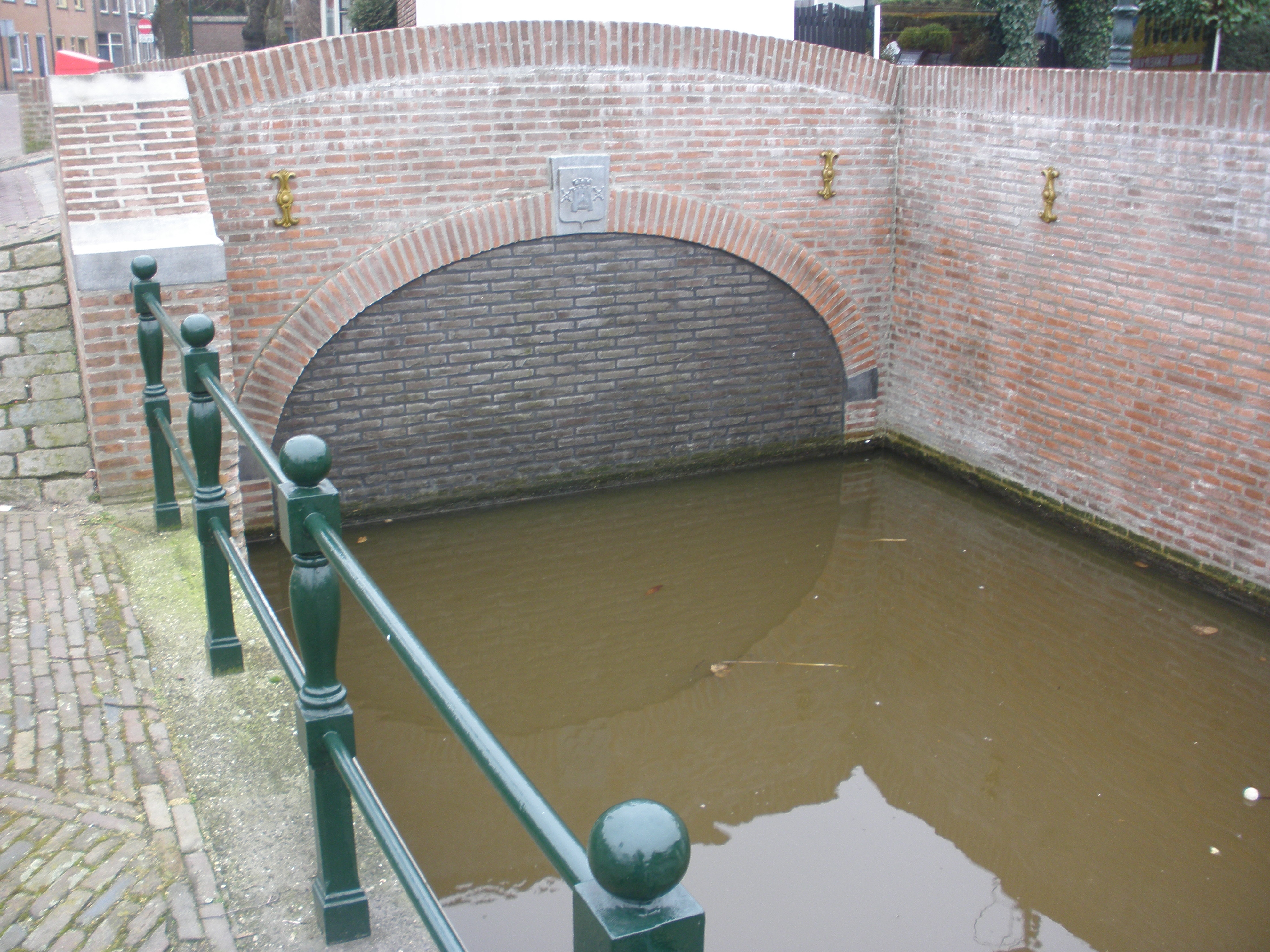
De oude verbinding met de Hollandse IJssel is nog zichtbaar ter hoogte van de Waterpoort

Achterstraat ·
Blindeweg ·
Bovenkerkweg ·
De Plaats ·
Doeldijk ·
Havenstraat ·
Heeswijkerpoort ·
Heilig Levenstraat ·
Hofdijk ·
Hofstraat ·
Hoogstraat ·
Julianalaan ·
Keizerstraat ·
Lieve Vrouwegracht ·
Lindeboomsweg ·
Mannenhuisstraat ·
Mastwijkerdijk ·
Molenstraat ·
Om 't Hof · 
Om 't Wedde · 
Onder de Boompjes ·
Oude Boomgaard ·
Schoolstraat  ·
Slotlaan ·
Vrouwenhuisstraat ·
Waardsedijk ·
Waterpoort ·
Willeskopperpoort ·
IJsselplein ·
IJsselkade ·
IJsselveld